# カリウム tert-ブトキシド
カリウム tert-ブトキシド（カリウム ターシャリーブトキシド、potassium tert-butoxide）とは、有機化学で用いられる金属アルコキシドの一種。tert-ブトキシドアニオンとカリウムイオンからなる塩で、tert-ブチル基を略して t-BuOK。吸湿性を持つ無色の粉末。立体的にかさ高い性質と有機溶媒への可溶性により、求核性の低い強塩基としてさまざまな有機合成に用いられる。

## 調製と性質
他のアルカリ金属アルコキシドと同様、tert-ブチルアルコールに金属カリウムを加えると生じる。
水に触れると加水分解を受け、tert-ブチルアルコールと水酸化カリウムに変わる。

## 利用
上述のように、求核性の低い強塩基として用いられる。例えば2分子のエステルが反応するクライゼン縮合において水酸化ナトリウムやナトリウムメトキシドなどの塩基を使うと、カルボニル炭素への求核攻撃が起こり加水分解やエステル交換反応が起こってしまう。そこでカリウム tert-ブトキシドを用いると、立体障害のために求核攻撃はせずエステルの α-位のプロトン引き抜きのみを起こすため、副反応が抑えられることになる。
tert-ブトキシド単独では塩基性が不十分な場合、添加剤を加えることでさらに塩基性を高めることができる。ヘキサメチルリン酸トリアミド (HMPA) などの極性分子、18-クラウン-6 などのホスト分子が用いられる。n-ブチルリチウムを加えた付加体はシュロッサー塩基 (Schlosser base) と呼ばれ、例えばトルエンのメチル基からプロトンを引き抜くなどの非常に強い塩基性を示し、超塩基 (superbase) のひとつとされる。

## 関連化合物
tert-ブトキシド同様に求核性が低く、さらに強い塩基として、リチウムジイソプロピルアミド (LDA) やカリウムヘキサメチルジシラジド (KHMDS) 、リチウムテトラメチルピペリジド (LiTMP) などの金属アミドが用いられる。